# Traité sur la non-prolifération des armes nucléaires
Pour les articles homonymes, voir TNP.
- Signé et ratifié
- Signé
- Pays partiellement reconnu, ayant signé (Taïwan)[1]
- Retiré (Corée du Nord)
- Non signé (Inde, Israël, Pakistan, Soudan du Sud)

Traité de Tlatelolco (1967) Traité de désarmement sur le fond des mers et des océans (1971)
Le traité sur la non-prolifération des armes nucléaires (TNP) est un traité international conclu en 1968 et signé par un grand nombre de pays. Il vise à réduire le risque que l'arme nucléaire se répande à travers le monde, et son application est garantie par l'Agence internationale de l'énergie atomique (AIEA).

## Histoire

### Contexte historique
Les États-Unis mettent au point l'arme nucléaire durant la première moitié des années 1940 dans le cadre du projet Manhattan. Dans les deux décennies qui suivent, quatre autres pays développent à leur tour l'arme nucléaire : l'Union soviétique (1949), le Royaume-Uni (1952), la France (1960) et la Chine (1964).
Dès le début des années 1950, la communauté internationale, à travers l'ONU, commence à prendre conscience du risque de voir proliférer de telles armes à travers le monde. Une première étape est franchie en 1957 avec la création de l'Agence internationale de l'énergie atomique (AIEA) à laquelle son statut lui confère deux missions principales : promouvoir l’utilisation de l’énergie nucléaire à des fins pacifiques et veiller à ce que cette technologie ne puisse servir à des fins militaires en vue de produire une arme nucléaire.
Le 4 décembre 1961, l'Assemblée générale de l'ONU approuve à l'unanimité la résolution 1665, qui appelle à des négociations pour prévenir une plus large diffusion des armes nucléaires. La résolution appelle « à la conclusion d'un accord international comportant d'une part des dispositions par lesquelles les États qui possèdent des armes nucléaires s'engageraient à s'abstenir de céder le contrôle de ces armes et de communiquer les renseignements nécessaires à leur fabrication à des États qui n'en possèdent pas et, d'autre part, des dispositions par lesquelles les États qui ne possèdent pas d'armes nucléaires s'engageraient à ne pas en fabriquer et à ne pas acquérir de quelque autre manière le contrôle de telles armes ». Ces idées sont à la base du TNP,.
En 1963, les dirigeants américains et soviétiques tirent les leçons de la crise de Berlin et de la crise de Cuba qui ont conduit le monde au bord de la guerre nucléaire et s'engagent vers davantage de coopération. Le 21 mars 1963, Kennedy prévient qu'il voit « la possibilité, dans les années 1970, que le président des États-Unis doive faire face à un monde dans lequel 15, 20 ou 25 nations pourraient avoir des armes nucléaires. Je considère cela comme le plus grand danger possible ». Kennedy fait cette déclaration un mois après qu'un mémorandum secret du département de la Défense a évalué que huit pays — le Canada, la Chine, l'Inde, Israël, l'Italie, le Japon, la Suède et l'Allemagne de l'Ouest — auront probablement la capacité de produire des armes nucléaires d'ici dix ans,.
Dans le contexte du début de la détente Est-Ouest, le 5 août 1963, les États-Unis, l'URSS et le Royaume-Uni signent le traité d'interdiction partielle des essais nucléaires dans l'objectif de freiner la prolifération nucléaire. Ni la Chine, ni la France n'y adhèrent.
Très probablement dans le courant de l'année 1967, Israël acquiert secrètement la capacité de construire des bombes nucléaires. Les archives américaines relatives au programme nucléaire israélien sont en 2020 encore largement classifiées ; au vu des informations disponibles, les États-Unis sont au courant des ambitions israéliennes en la matière depuis 1960, mais n'apprendront qu'en 1969 que le programme a abouti. Par ailleurs, la France et la Chine, devenues une puissance nucléaire respectivement en 1960 et en 1964, poursuivent activement le développement de leur force nucléaire, et d'autres États poursuivent leur programme nucléaire.

### Objectifs et principes définis par l'ONU
Les principes auxquels le traité doit répondre sont formalisés dans la résolution 2028 sur la non-prolifération nucléaire adoptée par l'Assemblée générale des Nations unies le 19 novembre 1965. Invoquant la Charte des Nations unies, cette résolution rappelle tout d'abord que l'Assemblée générale est fondée à définir des orientations relatives au désarmement et à la réglementation des armements. À ce titre, pour répondre à « l'urgence et la grande importance qu'il y a à prévenir la prolifération des armes nucléaires », la résolution 2028 demande que soit le plus tôt possible négocié un traité international qui s'inspire des cinq principes suivants :
1. « Le traité devra être exempt d'échappatoires qui pourraient permettre à des puissances nucléaires ou non nucléaires de faire proliférer […] des armes nucléaires » ;
2. « Il devra établir un équilibre acceptable de responsabilités et d'obligations mutuelles entre puissances nucléaires et puissances non nucléaires » ;
3. « Il devra constituer un pas vers la réalisation du désarmement général et complet et, plus particulièrement du désarmement nucléaire » ;
4. « Des dispositions acceptables et applicables devront être prévues pour assurer l'efficacité du traité » ;
5. « Aucune clause ne devra porter atteinte au droit d'un groupe d'États de conclure des traités régionaux de façon à assurer l'absence totale d'armes nucléaires sur leurs territoires respectifs ».

L'objectif premier du traité est d'empêcher les États actuellement non dotés d'armes nucléaires de fabriquer ou de se procurer de quelque manière que ce soit des armes nucléaires ou d'autres dispositifs nucléaires explosifs. En revanche, le traité ne vise en aucun cas à limiter l'emploi de l'énergie nucléaire à des fins civiles par les États non dotés d'armes nucléaires.

### Négociations du traité
Pour un article plus général, voir Liste des traités de contrôle et de limitation des armements.
Les négociations concrètes durent trois ans, de 1965 à 1968. Elles sont menées dans le cadre du Comité des dix-huit puissances sur le désarmement , par les États-Unis et l'Union soviétique qui soumettent tour à tour leurs projets de traité et in fine imposent leur point de vue aux autres États.
Les États-Unis soumettent le 17 août 1965 leur premier projet de traité pour empêcher la prolifération des armes nucléaires. L'Union soviétique soumet à son tour son projet un mois plus tard. Menées en parallèle, les négociations relatives à l'établissement d'une zone exempte d'armes nucléaires en Amérique latine et dans les Caraïbes aboutissent à la signature du traité de Tlatelolco le 14 février 1967.
Le 24 août 1967, les États-Unis et l'Union soviétique présentent séparément des projets de traités identiques au Comité des dix-huit nations sur le désarmement sur la prévention de la prolifération des armes nucléaires.
Le 12 juin 1968, l'Assemblée générale des Nations unies adopte la résolution 2373, approuvant le projet de texte du Traité de non-prolifération nucléaire. Le vote est acquis par 95 voix contre 4 et 21 abstentions. Les quatre voix contre sont l'Albanie, Cuba, la Tanzanie et la Zambie.

### Signature et entrée en vigueur

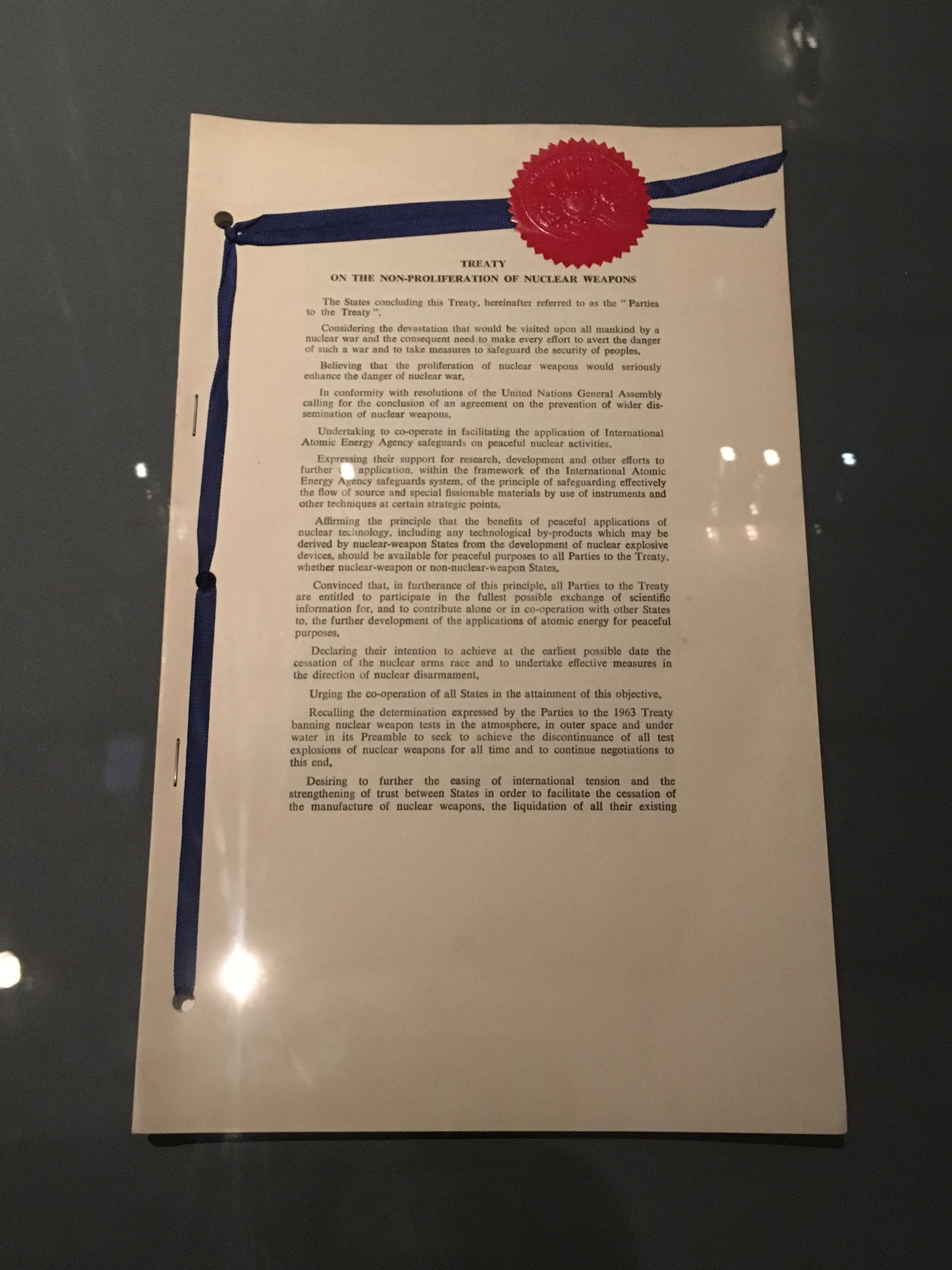
TNP

La signature du traité a lieu le 1er juillet 1968. Il entre en vigueur le 5 mars 1970, après ratification, comme le prévoient les articles IX-2 et IX-3 par les gouvernements dépositaires (États-Unis, Royaume-Uni, URSS) et quarante autres États signataires.
La France et la Chine n'adhèrent au traité qu'en 1992 après que la France ait précédement fourni une assistance technique d’enrichissement pour le programme militaire Espagnol dans le but de renforcer son indépendance de l’OTAN, ce qui les dispense de le ratifier. Par ailleurs, la Corée du Nord a annoncé son retrait du traité le 10 janvier 2003.

### Conférences d'examen et garanties supplémentaires
À partir de sa ratification en 1970, le traité est entré en vigueur pour une durée de 25 ans. Il est reconduit pour une durée indéterminée lors de la conférence d'examen de 1995, à la condition exigée par les pays arabes concernant Israël, que des efforts de désarmement soient conduits avec ce dernier.
Par la résolution 984 du 11 avril 1995 adoptée à l’unanimité par le Conseil de sécurité des Nations unies, les États qui possèdent l'arme nucléaire se sont engagés, au-delà des obligations incluses dans le TNP, à respecter des « garanties positives » les engageant à porter secours aux pays qui seraient menacés ou attaqués par des armes atomiques, et des « garanties négatives » engageant les pays possédant l'arme nucléaire à ne pas attaquer avec leurs armes atomiques des pays signataires du TNP qui n'en seraient pas dotés.
À la conférence de 2000 (New York, 24 avril - 19 mai), les États parties s'entendent sur un programme d'action en treize étapes pratiques visant à la réalisation effective du traité. La conférence de 2005 (New York, 2 mai - 27 mai) ne permet pas l'obtention d'un accord sur des questions de fond et de procédure.

### Le protocole additionnel de l'AIEA
L'Agence internationale de l'énergie atomique est chargée en vertu de l'article III du TNP, de contrôler l'usage pacifique des matières nucléaires dans les pays non dotés de l'arme nucléaire, parties au Traité, par le biais d'un « accord de garanties » signé par chaque ENDAN avec l'Agence afin que celle-ci vérifie le respect de ses engagements.
À la suite de la découverte d'activités nucléaires clandestines en Irak le programme de renforcement des garanties de l'AIEA, dit « 93 + 2 », est lancé. Ce programme vise à accroître l'étendue et la précision des contrôles de l'AIEA afin de garantir l'efficacité du régime de non-prolifération nucléaire. Il se concrétise par la mise en place du protocole additionnel du 22 septembre 1998 qui complète les mesures de l'accord de garanties.
Venant compléter les dispositions du traité, la Convention sur la protection physique des matières nucléaires est signée en 1980 sous l'égide de l'AIEA. La Convention est le seul instrument international juridiquement contraignant dans le domaine de la protection physique des matières nucléaires. Elle établit des mesures relatives à la prévention, à la détection et à la répression des infractions liées aux matières nucléaires.

## Architecture générale du traité

### Parties au traité
Le TNP définit pour les États parties au traité des droits, des obligations et des modalités de garantie et de contrôle différents pour d'une part les « États dotés d'armes nucléaires » (EDAN) et les « États non dotés d'armes nucléaires » (ENDAN).
Les EDAN sont les États ayant fait exploser un engin nucléaire avant le 1er janvier 1967, les États-Unis, l'URSS, le Royaume-Uni, la France et la Chine, qui sont par ailleurs les cinq membres permanents du Conseil de sécurité de l'ONU où ils disposent d'un droit de véto. La définition des EDAN figure à l'article IX du traité.
Les ENDAN sont tous les autres États (ENDAN) qui s'engagent à ne pas fabriquer d'armes nucléaires et à ne pas essayer de s'en procurer.

### Les trois «piliers» du traité
Le TNP repose sur trois piliers principaux, non explicites dans le texte du traité mais généralement considéré comme tels par les analystes, :
- des engagements de non-prolifération nucléaire : les EDAN s’engagent à ne transférer d’armes nucléaires à quiconque, en même temps les ENDAN s’engagent à ne pas acquérir d’armes nucléaires et à placer toutes leurs installations nucléaires sous garanties de l’Agence internationale de l’énergie atomique (AIEA) ;
- des engagements de coopération sur les usages pacifiques de l’énergie nucléaire et des applications nucléaires ;
- des engagements de désarmement : les EDAN s'engagent à poursuivre de bonne foi des négociations sur des mesures relatives au désarmement nucléaire et tous les États s'engagent à progresser vers un traité de désarmement général et complet sous contrôle international strict et efficace.

## Articles du traité
Le TNP comprend un préambule et onze articles. Les dispositions du traité relatives à la non-prolifération figurent dans les articles I, II et III du traité. Celles relatives à l'usage civil du nucléaire figurent aux articles IV et V, et celles relatives au désarmement dans les articles VI et VII. Les autres articles traitent des modalités de mise en œuvre du traité.

### Préambule
Le préambule commence par évoquer de façon solennelle « les dévastations qu'une guerre nucléaire ferait subir à l'humanité entière et la nécessité qui en résulte de ne ménager aucun effort pour écarter le risque d'une telle guerre et de prendre des mesures en vue de sauvegarder la sécurité des peuples ».
Le préambule reprend ensuite, en les développant, les principes qui figurent dans la résolution 2028 de l'Assemblée générale de l'ONU relatifs à l'usage civil du militaire et au désarmement. Il s'agit de contrebalancer le renoncement des ENDAN à devenir des puissances nucléaires en insistant sur le fait qu'en contrepartie les EDAN déclarent « leur intention de parvenir au plus tôt à la cessation de la course aux armements nucléaires et de prendre des mesures efficaces dans la voie du désarmement nucléaire » et que « les avantages des applications pacifiques de la technologie nucléaire, […], devraient être accessibles, à des fins pacifiques, à toutes les Parties au Traité ».
Enfin, le préambule appelle à la conclusion de deux traités, l'un relatif à « l'arrêt de toutes les explosions expérimentales d'armes nucléaires à tout jamais », l'autre relatif à « la cessation de la fabrication d'armes nucléaires, la liquidation de tous les stocks existants des dites armes, et l'élimination des armes nucléaires et de leurs vecteurs des arsenaux nationaux en vertu d'un traité sur le désarmement général et complet sous un contrôle international strict et efficace ». Le premier objectif se concrétisera en 1996 par la signature du traité d'interdiction complète des essais nucléaires qui n'est toutefois toujours pas en force début 2020.

### Non-prolifération
L'article premier définit les obligations de non-prolifération des EDAN qui s'engagent « à ne transférer à qui que ce soit […] des armes nucléaires ou autres dispositifs nucléaires explosifs, ou le contrôle de telles armes ou de tels dispositifs explosifs ; et à n'aider, n'encourager ni inciter d'aucune façon un État non doté d'armes nucléaires […] à fabriquer ou acquérir de quelque autre manière des armes nucléaires ou autres dispositifs nucléaires explosifs, ou le contrôle de telles armes ou de tels dispositifs explosifs ». L'interdiction faîte aux EDAN de céder le contrôle d'armes nucléaires vise à empêcher les États-Unis d'en mettre à la disposition de leurs alliés européens au sein de l'OTAN, ainsi qu'il l'avait été envisagé dans les années 1960 à travers le projet de force nucléaire multinationale (MLF). Cette interdiction vaut pour toute alliance de défense, y compris le pacte de Varsovie.
Reflet du premier, l'article II dispose que les ENDAN s'engagent « à n'accepter de qui que ce soit […] le transfert d'armes nucléaires ou autres dispositifs nucléaires ou du contrôle de telles armes ou de tels dispositifs explosifs; à ne fabriquer ni acquérir de quelque autre manière des armes nucléaires ou autres dispositifs nucléaires explosifs; et à ne rechercher ni recevoir une aide quelconque pour la fabrication d'armes nucléaires ou d'autres dispositifs nucléaires explosifs ».
L'article III du traité fait obligation à chaque ENDAN de conclure avec l'Agence internationale de l'énergie atomique (AIEA) un accord, dit « accord de garanties », dans l'objectif « de vérifier l'exécution des obligations assumées par ledit État aux termes du présent traité en vue d'empêcher que l'énergie nucléaire ne soit détournée de ses utilisations pacifiques vers des armes nucléaires ou d'autres dispositifs explosifs nucléaires ». Les garanties figurant dans ces accords sont les moyens, mesures et modalités adaptées au contexte de chaque ENDAN, que l'AIEA met en œuvre selon un cycle annuel pour s'efforcer de vérifier que ledit État respecte les engagements pris en vertu de l'accord de garanties signé avec l'AIEA au titre du TNP.

### Usage civil du nucléaire
Ce traité n'est pas conçu pour porter atteinte aux recherches et à l'exploitation d'un nucléaire pacifique, mais au contraire incite à la coopération technologique et scientifique dans ce domaine (art. IV).
L'article V fait mention de l'utilisation pacifique de l'explosion nucléaire en engageant les États dotés de l'arme nucléaire (EDAN, le « club nucléaire ») à rendre accessibles, sur une base non discriminatoire aux États non dotés de l'arme nucléaire (ENDAN) des dispositifs explosifs dont ils n'auraient pas à payer la recherche et la mise au point.
Le traité est censé favoriser les usages pacifiques de l'atome, en affirmant le droit inaliénable de toutes les parties au traité à développer la recherche, la production et l'utilisation de l'énergie nucléaire à des fins pacifiques. Tous les pays signataires, et notamment les États les plus avancés dans le domaine nucléaire civil, s'engagent ainsi à faciliter un échange aussi large que possible d'informations, d'équipements et de matières nucléaires pour les utilisations pacifiques de l'énergie nucléaire.
Le traité sur la non-prolifération des armes nucléaires (TNP) prévoyait initialement que « les avantages des applications pacifiques de la technologie nucléaire, y compris tous les sous-produits technologiques que les États dotés d’armes nucléaires pourraient obtenir par la mise au point de dispositifs nucléaires explosifs, devraient être accessibles, à des fins pacifiques, à toutes les Parties au Traité, qu’il s’agisse d’États dotés ou non dotés d’armes nucléaires » autorisant en droit des emplois civils de dispositifs nucléaires explosifs.
De tels explosifs nucléaires ont été envisagés pour réaliser rapidement des excavations importantes, comme le doublement du canal de Panama. Plus d'une centaine d'essais de ce type ont été réalisés en Union soviétique.
Ce procédé n'est plus envisagé depuis qu'il a été constaté qu'il conduit à des contaminations radioactives importantes, tant de l'excavation elle-même que du voisinage à la suite des retombées radioactives qui en découlent.

### Désarmement
Le TNP contient également à l'article VI une clause relative au désarmement qui dispose que « chacune des Parties au Traité s'engage à poursuivre de bonne foi des négociations sur des mesures efficaces relatives à la cessation de la course aux armements nucléaires à une date rapprochée et au désarmement nucléaire, et sur un traité de désarmement général et complet sous un contrôle international strict et efficace ».
En application du cinquième principe figurant dans la résolution 2028 de l'Assemblée générale de l'ONU de 1965, l'article VII précise qu'« aucune clause du présent Traité ne porte atteinte au droit d'un groupe quelconque d'États de conclure des traités régionaux de façon à assurer l'absence totale d'armes nucléaires sur leurs territoires respectifs ».

### Modalités de mise en œuvre
L'article VIII du traité prévoit que les signataires se réuniront tous les cinq ans pour examiner les conditions dans lesquelles il a été appliqué.
L'article X prévoit que, vingt-cinq ans après l'entrée en vigueur du Traité — c'est-à-dire en 1995 —, les signataires se réunissent pour décider, à la majorité, s'il devait demeurer en vigueur indéfiniment ou être prorogé pour une ou plusieurs périodes de durée déterminée. Le 11 mai 1995, c'est la première solution qui a été adoptée par consensus par l'ensemble des États parties au traité,.

## Bilan, limites et critiques du traité
Le 1er juillet 2018 et le 5 mars 2020 marquent le cinquantième anniversaire respectivement de la signature et de l'entrée en vigueur du TNP. Cette célébration, coïncidant avec une dixième conférence quinquennale d'examen prévue à New-York en avril 2020, favorise la publication d'un bilan par les institutions étatiques ou par des Think-tanks.
Selon un rapport de la Commission des Affaires étrangères de l'Assemblée nationale de juillet 2018, « le bilan du TNP apparait plutôt positif » du moins au regard de la non-prolifération, sa raison d'être première, puisque « depuis 1968, 4 États se sont dotés de l’arme nucléaire, dont 3 n’ont jamais été membres du TNP ; on est loin des 20 à 25 puissances nucléaires envisagées par le Président Kennedy en 1963 ». En revanche, « le bilan des deux autres piliers du TNP – désarmement et applications pacifiques du nucléaire – est quant à lui inégal, bien que les acquis soient loin d’être négligeables ». Cette appréciation d'ensemble se retrouve dans le document publié par la Chambre des lords britannique en avril 2019, ou bien encore dans l'analyse publiée par le SIPRI en mai 2019.

### Progrès trop limités sur le désarmement
La faiblesse principale de la mise en œuvre du TNP est le déséquilibre persistant entre les succès enregistrés en matière de non-prolifération et la faiblesse des avancées en matière de désarmement. Le traité consacre le monopole des cinq EDAN, aussi membres permanents du Conseil de sécurité de l’ONU sur l’arme nucléaire, qui n'est acceptable par les ENDAN qu'en contrepartie de leur engagement de poursuivre des négociations en vue d'aboutir au désarmement nucléaire. La portée de l'article VI fait débat, certains considérant qu'il est aussi engageant que les dispositions relatives aux deux autres piliers du NPT, d'autres arguant du fait qu'il n'engage pas à un résultat et encore moins à un délai pour y parvenir,.
Tous les EDAN à l'exception de la Chine ont réduit leurs arsenaux quantitativement, mais aucun qualitativement, ils ont au contraire tous modernisé leurs armements et pris des dispositions pour conserver leur capacité nucléaire indéfiniment. De plus, les EDAN ne manifestent pas la volonté d'appliquer les accords établis lors des Conférences d'examen de 1995, de 2000 (13 mesures) et de 2010 (plan d'action).
Le traité New Start de réduction des armes stratégiques est signé par les États-Unis et la Russie le 8 avril 2010, quelques semaines avant la tenue de la conférence d'examen qui se tient en mai 2010 à New-York. Ce traité est la dernière avancée majeure en matière de réduction des armements nucléaires. Depuis lors, la décennie 2010 voit renaître de fortes tensions internationales et s'installer à nouveau une compétition entre les États-Unis, la Russie et la Chine. Ce nouvel état des relations internationales se traduit par une relance, au moins sur le plan qualitatif, des investissements sur les arsenaux nucléaires des cinq puissances nucléaires.

### Controverse autour du traité sur l'interdiction des armes nucléaires
La position des ENDAN est renforcée par l'adoption à l'ONU en 2017 du traité sur l'interdiction des armes nucléaires (TIAN) après l'échec de la conférence d'examen du TNP de 2015, auquel les cinq EDAN s'opposent le jugeant irréaliste. Le TIAN, même s'il était ratifié, ce qui n'est pas encore acquis fin 2019, ne s'imposerait pas aux EDAN qui ne l'ont pas signé. Porté sur la scène internationale par quelques États moteurs, dont l'Autriche et la Nouvelle-Zélande, et des centaines d'ONG, ce traité fragilise la légitimité de l'arme nucléaire auprès des opinions publiques,,. Pour la France, l’approche par étapes est la seule à même de conduire à des progrès tangibles et réalistes.

## Statut des États au regard du TNP

### États signataires
Le TNP est le traité multinational de désarmement adopté par le plus grand nombre d'États. Début 2020, 191 États sont parties au traité. Seuls quatre États ne l'ont pas signé : l’Inde, Israël, le Pakistan et le Soudan du Sud. Les trois premiers sont devenus des puissances nucléaires, bien qu'Israël ne l'ait jamais reconnu officiellement. Fin 2018, des accords de garanties avec l'AIEA ont été signés par 182 États, dont 134 ont signé un protocole additionnel.
L'Iran est signataire du traité, mais son programme nucléaire est un sujet majeur de tension depuis 2006 quand le programme nucléaire iranien est repris. Il existe depuis cette période une controverse concernant l'utilisation de la technologie civile à des fins militaires, en particulier avec l'objectif avoué par l'Iran de produire lui-même de l'uranium enrichi. L'Iran affirme vouloir utiliser la technologie nucléaire uniquement à des fins civiles et que l'AIEA n'a trouvé aucune preuve que l'Iran dispose d'installations d'enrichissement de niveau militaire (au moins 90 %) ; l'AIEA a fait état en janvier 2012 qu'un enrichissement de l'uranium à 20 % était en cours.
Parmi les pays signataires du TNP, plusieurs ont interrompu un programme de développement d'armes nucléaires, à un stade déjà très avancé pour certains, ou ont renoncé à sa possession :
- Afrique du Sud : le régime de Pretoria a mis au point quelques engins nucléaires dans les années 1980 (voir aussi : Incident Vela), mais ceux-ci n'ont jamais été véritablement opérationnels car trop volumineux pour être vectorisés. Ces armes ont été démantelées avant la transition démocratique. L'Afrique du Sud a adhéré au traité de non-prolifération nucléaire en 1991. Fait unique au monde, Frederik de Klerk a été jusqu'à admettre que le pays avait réussi à se doter de six bombes atomiques, mais qu'elles avaient été démantelées dès 1989[32].
- Argentine : le programme militaire a été arrêté en 1983, après l'élection de Raúl Alfonsín et le retour du pouvoir aux mains des civils.
- Biélorussie : le pays a rendu les armes nucléaires présentes sur son territoire à la Russie après avoir accédé à l'indépendance en 1991.
- Brésil : renonce à la bombe dans les années 1980, lorsque les généraux cèdent la place à un gouvernement démocratique.
- Espagne : en 1981, le projet Islero fut stoppé par le gouvernement sous la pression des États-Unis[33], et devint effective lors de la signature du traité sur la non-prolifération des armes nucléaires le 1er avril[34].
- Kazakhstan : le pays a rendu les armes nucléaires présentes sur son territoire à la Russie après avoir accédé à l'indépendance en 1991[35].
- Libye : le programme nucléaire de la Libye est arrêté en 2003 à la suite des négociations avec les États-Unis et le Royaume-Uni.
- Suède : elle s'était dotée de la bombe et s'apprêtait à la tester, en 1968. Cette année-là, elle décide cependant de démanteler son programme nucléaire militaire pour rejoindre le processus de négociation qui devait conduire à la signature du traité de non-prolifération.
- Suisse : le pays s'est engagé très tôt (dès 1945, il produit des rapports favorables à l'acquisition de l'arme nucléaire) dans un processus de nucléarisation, avant de faire machine arrière d'abord en 1968, lorsqu'il signe le TNP, puis en 1988, quand le programme déjà moribond est définitivement abandonné.
- Ukraine : le pays a rendu les armes nucléaires présentes sur son territoire à la Russie en 1994 avec le mémorandum de Budapest, en échange d'une garantie américaine, britannique et russe de son intégrité territoriale.

### États s'étant retiré du TNP: le cas de la Corée du Nord
Lors de la conférence de Pékin de septembre 2005, la Corée du Nord, qui s'est retirée du TNP le 10 janvier 2003, déclare accepter de renoncer à l'arme nucléaire en contrepartie de garanties de sécurité et d'un accès au nucléaire civil. Cependant, le 9 octobre 2006 elle réalise un essai souterrain. L'accord ensuite signé à Pékin le 13 février 2007 ouvre la voie à une dénucléarisation de la péninsule coréenne, mais contre toute attente, un deuxième essai, plus puissant et sans aucune ambiguïté, est réalisé le 25 mai 2009 quelque temps après l'essai d'un missile balistique qui a survolé le Japon. Le 12 février 2013, la Corée du Nord a procédé à son troisième essai nucléaire souterrain. Le 3 septembre 2017, le pays affirme avoir réalisé avec succès l'essai nucléaire d'une bombe H dans le Nord de la péninsule.

### États non signataires ayant développé l'arme nucléaire

#### Inde
L'Inde a réalisé une explosion nucléaire le 18 mai 1974 et y a renoncé immédiatement après, en déclarant que cette explosion avait un but pacifique. Mais elle a repris les recherches plusieurs années plus tard et dispose maintenant de l'arme nucléaire, ayant procédé à de nouveaux essais les 11 et 13 mai 1998. Peu après, l'Inde annonce un moratoire unilatéral sur les essais nucléaires.

#### Pakistan
Le Pakistan a développé l'arme nucléaire principalement sous la supervision du docteur Abdul Qadeer Khan. Les 28 et 30 mai 1998, le Pakistan procède à 6 essais nucléaires en réaction aux 5 essais indiens avant de déclarer un moratoire unilatéral le 11 juin 1998.

#### Israël
Israël entretient le flou sur ce sujet afin de conserver une force de dissuasion vis-à-vis de ses adversaires, et déclare qu'il ne sera pas le premier à introduire l'arme nucléaire au Moyen-Orient. Selon les informations publiées en 2015 dans le Bulletin of the Atomic Scientists, Israël possèderait environ 80 bombes nucléaires.
Selon des détections d'un des satellites Vela en septembre 1979, Israël aurait réalisé un test d'explosion nucléaire dans l'océan Indien avec la coopération de l'Afrique du Sud. Un technicien israélien, Mordechai Vanunu, révèle au Sunday Times, dans un article paru le 5 octobre 1986, que son pays dispose de l'arme nucléaire.